# Sink the Bismarck! (bier)
Sink the Bismarck! is een Schots bier van hoge gisting.
Het bier werd gebrouwen in brouwerij BrewDog te Fraserburgh. 
Het is een donker amberkleurig bier, type quadrupel IPA met een alcoholpercentage van 41%. Dit hoog alcoholgehalte werd bekomen via de Eisbock-methode en het was bij de lancering in 2010 het bier met het hoogste alcoholgehalte ter wereld.

## Geschiedenis
Sink the Bismarck! was het product van een ludieke wedstrijd tussen BrewDog en de Duitse Kleinbrauerei Schorschbräu om het sterkste bier ter wereld op de markt te brengen, waarin beide brouwerijen elkaar telkens overtroefden in alcoholpercentage.  Dit ging als volgt:
- Schorschbräu Schorschbock (31%): een bokbier gedistilleerd volgens het Eisbock-proces. Bij verschijnen het sterkste bier ter wereld.
- BrewDog Tactical Nuclear Penguin (32%): een imperial stout, gedistilleerd volgens het Eisbock-proces.
- Schorschbräu Schorschbock (40%): een sterkere versie van de originele Schorschbock.
- BrewDog Sink the Bismarck! (41%): een India Pale Ale, gedistilleerd volgens het Eisbock-proces.
- Schorschbräu Schorschbock (43%): een sterkere versie van Schorschbock.
- BrewDog The End of History (55%): een Belgian-style golden ale, gedistilleerd volgens het Eisbock-proces.
- Schorschbräu Schorschbock Finis Coronat Opus (57,5%): een sterkere versie van Schorschbock.

BrewDog heeft sinds het verschijnen van de laatste versie van Schorschbock geen poging meer gedaan hen te overtreffen. De claims van sterkste bier ter wereld van zowel de Schotse brouwerij Brewmeister als de Nederlandse brouwerij ’t Koelschip werden teniet verklaard omdat er ethanol (zuivere alcohol) aan het bier werd toegevoegd om het alcoholpercentage zo hoog te krijgen en daardoor mag het volgens de wetgeving niet langer als bier getaxeerd worden.